# 今参局
今参局（いままいりのつぼね、応永11年〈1404年〉? - 長禄3年1月19日〈1459年2月22日〉）は、室町時代の女性。通称お今。室町幕府第8代将軍・足利義政の乳母。大舘満冬（みつふゆ）の娘、兄に大舘教氏（のりうじ）がいる。父と兄はそれぞれ、義政の祖父・義満（3代将軍）、父・義教（6代将軍）から偏諱の授与を受けている。今参局自身の本名は不明。
義政側近の有力者として烏丸資任、有馬持家（あるいは元家）と共に「三魔」（おいま、からすま、ありま）と称された。なお、かつては今参局が義政の愛妾と信じられていたが、後に同族の景徐周麟による『大舘持房行状』が発見され、義政の乳母であることが判明したため、現在は否定されている。

## 生涯
大舘氏は新田氏の一門で、新田義貞の重臣である大舘氏明が出たが、その子・義冬は室町幕府に降り、以降は近臣として歴代将軍に仕えた。今参局は、義冬の孫である大舘満冬の娘として生まれた。なお、義政の側室である大舘佐子は同族にあたる。
宝徳元年（1449年）に8代将軍となった義政は、宝徳3年（1451年）には尾張国の守護代人事に介入し、守護斯波義健に対して織田敏広を更迭して織田郷広を守護代にさせようとする。この人事は管領の細川勝元や畠山持国らに反対され、後に持国が義政の説得で翻意したことを知った義政の母日野重子が出奔する事件も起こるが、この政策には義政の乳母（養育係）として幕政に影響力を持つ今参局が関わっていたとされる。
長禄3年（1459年）正月9日、義政の正室・日野富子が産んだ子が生まれて間もなく死去すると、今参局の呪詛であるという風聞が広まった。反今参局勢力の守護大名や日野重子らはこの早世を今参局の呪詛によるものと訴え、今参局は琵琶湖の沖ノ島に流罪とされた。配流される途中、1月19日に重子らが送った刺客に襲撃されたため、自害した。しかし、この事件を巡って世間には今参局は陥れられたものとして彼女に同情する者もいた（『大乗院寺社雑事記』長禄3年正月16日条）。
なお、同年2月8日に義政の側室のうち、大舘佐子（佐子局）、阿茶子局（中臣有直の娘）、宮内卿局（赤松貞村の娘）、北野一色（一色右馬頭とも）妹の4名も今参局の呪詛に同意したとして御所から追放されているが、彼女達はいずれも既に義政の娘を出産を経験したことのある女性であった。このため、この事件は日野重子・富子と今参局の対立というだけではなく、富子の御台所としての地位を強化するため政治的な計画（乳母と側室を排除して正室主導の奥を編成する方針）に義政も同意したのではないかとする説もある。